# Atanasov Ridge
Atanasov Ridge (englisch; bulgarisch Атанасов рид Atanassow rid) ist ein teilweise vereister, in südsüdöstlich-nordnordwestlicher Ausrichtung 3,8 km langer, 2,1 km breiter und 800 m hoher Gebirgskamm im Norden der Alexander-I.-Insel westlich der Antarktischen Halbinsel. Er ragt 9,65 km südlich bis östlich der Appalachia-Nunatakker, 8 km südwestlich des Mount Pinafore, 17,4 km nordwestlich des Mahler Spur, 15,15 km nordöstlich des Ravel Peak und 17,8 km südöstlich der Sutton Heights auf der Südwestseite der Elgar Uplands auf. Der Gilbert-Gletscher liegt südwestlich von ihm.
Britische Wissenschaftler kartierten ihn 1971. Die bulgarische Kommission für Antarktische Geographische Namen benannte ihn 2017 nach dem bulgarischen Komponisten Georgi Atanassow (1882–1931).